# Gelfino Calegari
Pour les articles homonymes, voir Calegari, Caligari et Callegari.
Gelfino Calegari, né à Brescia en 1737 et probablement mort à Bergame en 1794, est un sculpteur italien, membre d'une importante famille de sculpteurs brescians actifs de la seconde moitié du XVIIe siècle au début du XIXe siècle.

## Biographie
Peu est connu sur Gelfino Calegari, mais il est supposé avoir vécu sa vie à Bergame[réf. nécessaire]. Il meurt en 1793 ou en 1794.

## Œuvres

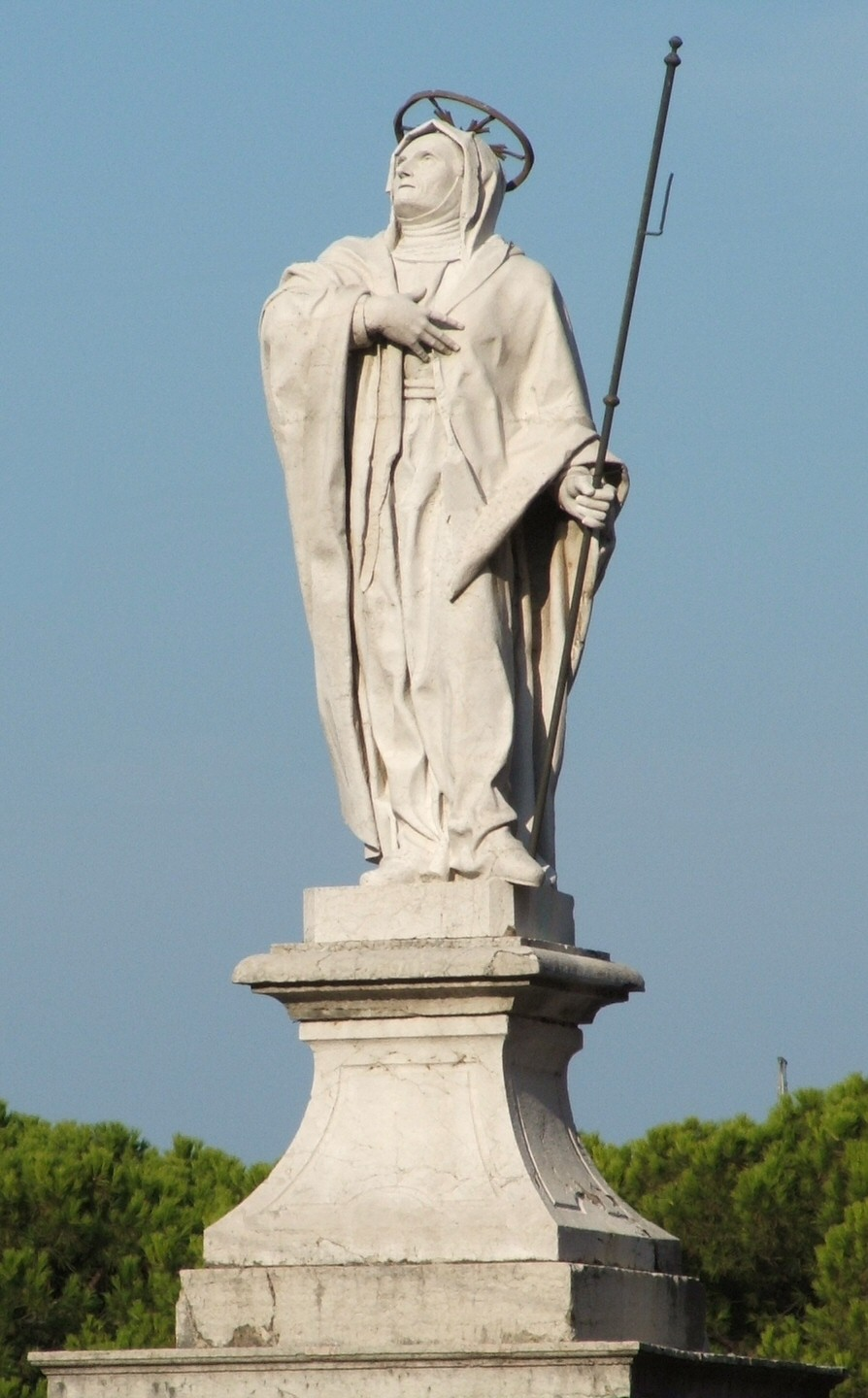
La statue d'Angèle de Mérici.

Gelfino Calegari est principalement connu pour la réalisation de la statue d'Angèle Mérici à Desenzano del Garda qu'il a sculpté vers 1776 à la demande de locaux.
- Monumento di Monsignore Alessandro Fè d’Ostiani, église Saint-Nazaire-et-Saint-Celse de Brescia, 1774[3] ;
- Sculptures de Melchisedeck et Aronne, Basilique San Giovanni Battista de Lonato del Garda (it), vers 1778[4] ;
- Sculptures des saints Pietro et Paolo, cathédrale de Bergame, vers 1782-1783[5],[6].